# 派特·羅伯茲
查爾斯·帕特里克·｢派特｣·羅伯茲（英語：Charles Patrick "Pat" Roberts；1936年4月20日—），是一位美國共和黨政治人物，1997年-2021年擔任堪薩斯州美國參議院議員，还曾担任參議院內農業委員會的主席。

## 生平
1936年生於肖尼縣托皮卡，於堪薩斯州立大學畢業，後在美国海军陆战队服役；在60年代後期從政前，他在一間報館當記者。1980年，他成功取代基卡德拉·加爾薩當選為美國眾議院堪薩斯州第一國會選區的議員，共任職八個任期 ，其中一屆曾擔任眾議院農業委員會主席。
1996年，羅伯茲當選為美國參議院議員。在情報委員會裡，他負責調查2003年入侵伊拉克的情報失誤。2019年1月4日，羅伯茲宣布他不寻求连任。

## 外部連結
- 派特·羅伯茲 （页面存档备份，存于）參議院官方網站
- 派特·羅伯茲參議員競選網站
- 中的“派特·羅伯茲”
- Background and collected news at The Washington Post
- 美國國會國家人物傳記大辭典中的傳記
- 由華盛頓郵報維護的投票記錄
- 智慧投票计划中的傳記、投票紀錄及利益集團評級
- Congressional profile at GovTrack
- Congressional profile at OpenCongress
- Issue positions and quotes at On the Issues
- Financial information at OpenSecrets.org
- Staff salaries, trips and personal finance at LegiStorm.com
- 聯邦選舉委員會中的競選財務報告和數據
- Appearances on C-SPAN programs
- 網路電影資料庫上的亮相頁面
- Collected news and commentary at The New York Times
- Profile at Ballotpedia
- Collected news and commentary （页面存档备份，存于） at Huffington Post
- Collected news and commentary （页面存档备份，存于） at Topix
- Financial information （页面存档备份，存于） at Maplight
- 2004 Eisenhower Leadership Prize to Pat Roberts
- Oskaloosa Independent （页面存档备份，存于）

| 美国众议院                    | 美国众议院                                                                  | 美国众议院                    |
| ----------------------------- | --------------------------------------------------------------------------- | ----------------------------- |
| 前任者： 基思·西貝利厄斯      | 堪薩斯州第一國會選區 眾議院議員 1981年－1997年                              | 繼任者： 傑里·莫蘭            |
| 前任者： 湯姆·科爾曼          | 眾議院農業委員會副主席 1993年－1995年                                       | 繼任者： 基卡·德拉·加爾薩     |
| 前任者： 基卡·德拉·加爾薩     | 眾議院農業委員會主席 1995年－1997年                                         | 繼任者： 羅伯特·弗里曼·史密斯 |
| 政党职务                      |                                                                             |                               |
| 前任者： 南希·卡斯鲍姆        | 堪萨斯州联邦参议员共和黨被提名人 (第2组) 1996年, 2002年, 2008年, 2014年     | 繼任者： 羅傑·馬紹爾          |
| 美国参议院                    |                                                                             |                               |
| 前任者： 南希·卡斯鲍姆        | 堪萨斯州联邦参议员(第2组) 1997年－2021年 與薩姆·布朗巴克、傑里·莫蘭同時在任 | 繼任者： 羅傑·馬紹爾          |
| 前任者： 羅伯特·柯林頓·史密斯 | 参议院环境和公共工程委员会主席 1999–2001                                    | 繼任者： 哈里·瑞德            |
| 前任者： 哈里·瑞德            | 参议院环境和公共工程委员会高阶委员 2001–2003                                | 繼任者： 哈里·瑞德            |
| 前任者： 巴布·葛拉漢          | 参议院情报专门委员会主席 2003–2007                                          | 繼任者： 傑伊·洛克斐勒        |
| 前任者： 薩克斯比·錢布利斯    | 参议院农业、营养和林业委员会高阶委员 2011–2013                              | 繼任者： 泰德·柯克蘭          |
| 前任者： 拉馬爾·亞歷山大      | 参议院规则和行政委员会高阶委员 2013–2015                                    | 繼任者： 查克·舒默            |
| 前任者： 黛比·史戴比拿        | 参议院农业、营养和林业委员会主席 2015–2021                                  | 繼任者： 黛比·史戴比拿        |